# くっきー中古車ハンターあらし
『くっきー中古車ハンターあらし』は、株式会社NTTドコモが提供するdTVチャンネルにおけるクルマ・バイク専門チャンネルDiscovery TURBOにて2019年1月19日19時に配信開始された自動車番組。2019年8月22日より27日までCS放送のディスカバリーチャンネルにても放送された。

## 概要
旧車を愛する才能豊かなアーティスト芸人の野性爆弾くっきー!が、カーライフ・エッセイスト吉田由美と共にテーマにあった中古車を選び、限られた予算内で理想のクルマにドレスアップする。

## 出演
- くっきー!（野性爆弾）
- 吉田由美（カーライフ・エッセイスト）

## 放送リスト
| 回     | タイトル                                | スカパー 初回放送日 | 内容                                               |
| ------ | --------------------------------------- | ------------------- | -------------------------------------------------- |
| 第1回  | 理想の車探し                            | 2019年8月22日       | ドレスアップ対象者としてジムニーを選定             |
| 第2回  | ドレスアップ                            | 2019年8月23日       | ジムニーをドレスアップ                             |
| 第3回  | 完成・試乗                              | 2019年8月26日       | ジムニーを試乗                                     |
| 第4回  | ビートルとご対面                        | 2019年8月27日       | ドレスアップ対象者としてワーゲンビートルを選定     |
| 第5回  | ドレスアップ ギャル編                   | 2019年10月5日       | ビートルをドレスアップ                             |
| 第6回  | 完成・試乗 ギャル編(                    | 2019年10月5日       | ビートルを試乗                                     |
| 第7回  | ビートルまとめ編(日)                    | 2019年10月14日      | ビートル編の総集編                                 |
| 第8回  | 理想のクルマ探し OL編                   | 2019年10月14日      | ドレスアップ対象者としてマツダ・ロードスターを選定 |
| 第9回  | ドレスアップ キラキラOL編(ロードスター) | 2019年10月21日      | ロードスターをドレスアップ                         |
| 第10回 | 完成・試乗 キラキラOL編(ロードスター)   | 2019年10月21日      | ロードスターを試乗                                 |
| 第11回 | キラキラOLまとめ編(ロードスター)        | 2019年10月28日      | ロードスター編の総集編                             |
| 第12回 | 総集編                                  | 2019年10月28日      | 総まとめ                                           |